# Gonapofizy
Gonapofizy (łac. gonapophyses, l.poj. łac. gonapophysis) – wieloznaczny termin odnoszący się do niektórych wyrostków (apofiz) genitalnych segmentów odwłoka niektórych stawonogów. Służyć mogą kopulacji, składaniu jaj lub wprowadzaniu jadu.
U samic przerzutek i rybików są smukłymi, parzystymi wyrostkami ósmego i dziewiątego segmentu odwłoka, wyrastającymi z gonokoksopoditów i zaopatrzonymi w krótkie mięśnie. Pierwsza para gonapofiz jest zawsze wolna, natomiast druga para bywa zrośnięta u nasady. U samic owadów uskrzydlonych gonapofizy przekształocone są w walwule pierwszej i drugiej pary, budujące pokładełko, a u niektórych błonkoskrzydłych żądło. U ważek i błonkoskrzydłych gonapofizy ósmego i dziewiątego segmentu odwłoka określane bywają jako terebrae.
W przypadku samców owadów gonapofizami określa się różne parzyste przydatki segmentów genitalnych, niekiedy używając tej nazwy jako synonimu paramerów.
U samców skorupiaków z nadrzędu zbornoraków gonapofizy stanowią pośrodkowe wyrostki nasadowych części pleopodiów (zmodyfikowanych odnóży odwłokowych) pierwszej lub drugiej pary.